# Lamine Ouahab
Lamine Ouahab (in arabo الأمين وهاب‎?; Algeri, 22 dicembre 1984) è un tennista algerino naturalizzato marocchino.
Ha cambiato nazionalità nel 2013. Attualmente vive dividendosi tra Algeria, Marocco e Spagna.

## Biografia
In carriera ha conquistato, oltre a 15 titoli a livello futures, i challenger di Tunisi e Montauban, entrambi nel 2006.
Nel 2004 ha ricevuto una wild card per il torneo di singolare dei Giochi olimpici di Atene, dove è stato sconfitto al primo turno da Tommy Robredo per 6-3, 6-4.
In carriera vanta anche una medaglia d'argento nel doppio ai XV Giochi del Mediterraneo del 2005 di Almería in coppia con Slimane Saoudi e tre medaglie d'oro conquistate tutte ai IX Giochi panafricani di Algeri nel 2007 nel singolare, nel doppio (sempre con Saoudi) e nel concorso a squadre.
Nel 2018, classificato numero 617 Atp, ha clamorosamente sconfitto 2-6, 6-0, 7-6 Philipp Kohlschreiber, numero 34 Atp e terza testa di serie, al primo turno del Grand Prix Hassan II di Marrakech.

## Palmarès

### Giochi del Mediterraneo
- 2005 - Almería: argento nel doppio.

### Giochi panafricani
- 2007 - Algeri: oro nel singolare, nel doppio e nel concorso a squadre.

## Statistiche

### Tornei minori

#### Singolare

##### Vittorie
| Legenda tornei minori |
| Challenger (3)        |
| Futures (33)          |

| Numero | Data              | Torneo                                       | Superficie  | Avversario in finale        | Punteggio        |
| 1.     | 11 maggio 2003    | Algeria F3, Sidi Fredj                       | Terra rossa | Saša Tuksar                 | 6-4, 6-2         |
| 2.     | 21 dicembre 2003  | Iran F4, Kish                                | Terra rossa | Sebastian Fitz              | 6-4, 5-7, 6-1    |
| 3.     | 5 marzo 2004      | Greece F2, Siro                              | Cemento     | Pavel Šnobel                | 6-4, 6-4         |
| 4.     | 5 marzo 2004      | Morocco F3, Agadir                           | Terra rossa | Tres Davis                  | 6-1, 6-2         |
| 5.     | 29 maggio 2005    | Morocco F4, Marrakech                        | Terra rossa | Lukáš Lacko                 | 4-6, 6-3, 6-2    |
| 6.     | 6 giugno 2005     | Morocco F5, Khemisset                        | Terra rossa | Talal Ouahabi               | 7–6(4), 6-1      |
| 7.     | 11 settembre 2005 | Algeria F1, Algeri                           | Terra rossa | Filip Polášek               | 6-3, 6-0         |
| 8.     | 18 settembre 2005 | Algeria F2, Algeri                           | Terra rossa | Slimane Saoudi              | 6-4, 6-3         |
| 9.     | 23 aprile 2006    | Morocco F5, Rabat                            | Terra rossa | Frederico Gil               | 6-4, 6-3         |
| 10.    | 7 maggio 2006     | Tunis Open, Tunisi                           | Terra rossa | Younes El Aynaoui           | W/O              |
| 11.    | 9 luglio 2006     | Montauban Challenger, Montauban              | Terra rossa | Marc Gicquel                | 7-5, 3-6, 7–6(2) |
| 12.    | 20 maggio 2007    | Algeria F2                                   | Terra rossa | Reda El Amrani              | 6-4, 6-3         |
| 13.    | 12 ottobre 2008   | Morocco F6                                   | Terra rossa | Jan Mertl                   | 6-4, 6-4         |
| 14.    | 19 ottobre 2008   | Morocco F7                                   | Terra rossa | Jonathan Dasnieres de Veigy | 6-4, 6-3         |
| 15.    | 1º febbraio 2009  | Morocco F1                                   | Terra rossa | Éric Prodon                 | 6-3, 6-1         |
| 16.    | 8 febbraio 2009   | Morocco F1                                   | Terra rossa | Éric Prodon                 | 7-5, 7-5         |
| 17.    | 7 febbraio 2010   | Morocco F2                                   | Terra rossa | Laurent Rochette            | 6-3, 6-3         |
| 18.    | 3 giugno 2012     | Morocco F2                                   | Terra rossa | Yannik Reuter               | 6-2, 6-3         |
| 19.    | 10 giugno 2012    | Morocco F2                                   | Terra rossa | Mehdi Ziadi                 | 6-0, 6-2         |
| 20.    | 9 giugno 2013     | Morocco F2                                   | Terra rossa | Alexis Musialek             | 6-3, 6-4         |
| 21.    | 29 settembre 2013 | Morocco F4                                   | Terra rossa | Filip Krajinović            | 6-1, 7–6(2)      |
| 22.    | 6 ottobre 2013    | Morocco F5                                   | Terra rossa | Filip Krajinović            | 6(5)–7, 6-4, 6-1 |
| 23.    | 30 marzo 2014     | Croatia F5                                   | Terra rossa | Simone Vagnozzi             | 6-0, 6(6)–7, 6-3 |
| 24     | 18 gennaio 2015   | Morocco Tennis Tour - Casablanca, Casablanca | Terra rossa | Javier Martí                | 6-0, 7–6(6)      |
| 25.    | 22 marzo 2015     | Marocco F1                                   | Terra rossa | Simone Vagnozzi             | 6-3, 6-3         |
| 26.    | 29 marzo 2015     | Morocco F2, Casablanca                       | Terra rossa | Maxime Hamou                | 6-0, 7–6(3)      |
| 27.    | 5 aprile 2015     | Morocco F3, Safi                             | Terra rossa | Marc Giner                  | 7–6(4), 6-3      |
| 28.    | 20 marzo 2016     | Morocco F2, Béni Mellal                      | Terra rossa | Steven Diez                 | 6-2, 4-6, 6-2    |
| 29.    | 27 marzo 2016     | Morocco F3, Khouribga                        | Terra rossa | Maxime Hamou                | 6-3, 6-3         |
| 30.    | 26 giugno 2016    | France F11, Tolone                           | Terra rossa | Laurent Lokoli              | 6-3, 7–6(3)      |
| 31.    | 13 novembre 2016  | Morocco F8, Casablanca                       | Terra rossa | Alvaro Lopez San Martin     | 6-4, 6-3         |
| 32.    | 20 novembre 2016  | Morocco F9, Rabat                            | Terra rossa | Alvaro Lopez San Martin     | 3-6, 7-5, 6-4    |
| 33.    | 22 luglio 2018    | Morocco F1, Khemisset                        | Terra rossa | Juan Pablo Paz              | 2-6, 6-0, 6-1    |
| 34.    | 5 agosto 2018     | Morocco F3, Tangeri                          | Terra rossa | Franco Capalbo              | 6-4, 6-2         |
| 35.    | 21 luglio 2019    | M15 Tanger, Tangeri                          | Terra rossa | Matthieu Perchicot          | 6-0, 6-2         |
| 36.    | 4 agosto 2019     | M15 Agadir, Agadir                           | Terra rossa | Nicolas Alberto Arreche     | 5-7, 6-4, 6-1    |

##### Finali perse
| Legenda tornei minori |
| Challenger (4)        |
| Futures (18)          |

| Numero | Data              | Torneo                                   | Superficie  | Avversario in finale    | Punteggio           |
| 1.     | 10 novembre 2002  | Jamaica F19, Montego Bay                 | Cemento     | Jean-Julien Rojer       | 4-6, 1-6            |
| 2.     | 27 aprile 2003    | Algeria F1, Algeri                       | Terra rossa | Boris Borgula           | 6(4)–7, 4-6         |
| 3.     | 22 giugno 2003    | Spain F11, Lanzarote                     | Terra rossa | Santiago Ventura        | 6(2)–7, 6-2, 6(4)–7 |
| 4.     | 16 novembre 2003  | U.S.A. F31, Costa Mesa                   | Terra rossa | Todd Widom              | 6-3, 3-6, 4-6       |
| 5.     | 25 settembre 2005 | Algeria F3, Algeri                       | Terra rossa | Slimane Saoudi          | 4-6, 6-3, 2-6       |
| 6.     | 27 novembre 2005  | Tunisia F5, Monastin                     | Cemento     | Tony Holzinger          | 6(1)–7, 4-6         |
| 7.     | 20 gennaio 2008   | Spain F2                                 | Cemento     | Carlos Poch-Gradin      | 6-3, 4-6, 4-6       |
| 8.     | 3 marzo 2008      | Morocco F1                               | Cemento     | Jeroen Masson           | 2-6, 0-3 rit.       |
| 9.     | 28 settembre 2008 | Tennislife Cup, Napoli                   | Terra rossa | Tomas Tenconi           | 7–6(6), 3-6, 1-6    |
| 10.    | 22 marzo 2009     | Morocco Tennis Tour Marrakech, Marrakech | Terra rossa | Marcos Daniel           | 6-4, 5-7, 2-6       |
| 11.    | 27 settembre 2009 | ATP Challenger Trophy, Trnava            | Terra rossa | Aleksandr Dolhopolov    | 2-6, 2-6            |
| 12.    | 18 aprile 2010    | Rai Open, Roma                           | Terra rossa | Filippo Volandri        | 4-6, 5-7            |
| 13.    | 27 maggio 2012    | Morocco F1                               | Terra rossa | Hans Podlipnik-Castillo | 4-6, 1-6            |
| 14.    | 21 ottobre 2012   | Morocco F6                               | Terra rossa | Victor Crivoi           | 3-6, 6-1, 4-6       |
| 15.    | 27 ottobre 2012   | Morocco F7                               | Terra rossa | Victor Crivoi           | 0-6, 3-6            |
| 16.    | 2 giugno 2013     | Morocco F1                               | Terra rossa | Gianluigi Quinzi        | 6(2)–7, 6-1, 4-6    |
| 17.    | 16 giugno 2013    | Morocco F3                               | Terra rossa | Markus Eriksson         | 2-6, 3-6            |
| 18.    | 27 ottobre 2013   | Spain F36                                | Terra rossa | Tak Khunn Wang          | 6-4, 2-6, 3-6       |
| 19.    | 2 aprile 2017     | Tunisia F12, Hammamet                    | Terra rossa | Pol Toledo Bague        | 6-4, 6(7)–7, 3-6    |
| 20.    | 30 aprile 2017    | Tunisia F16, Hammamet                    | Terra rossa | Pedro Martínez          | 3-6, 3-6            |
| 21.    | 5 novembre 2017   | Morocco F4, Casablanca                   | Terra rossa | Laurynas Grygelis       | 6-4, 2-6, 5-7       |
| 22.    | 29 luglio 2018    | Morocco F4, Meknes                       | Terra rossa | Arthur Rinderknech      | 6-4, 5-7, 6-3       |